# Hansa Waggonbau GT3
Hansa Waggonbau GT3 – typ wysokopodłogowego, przegubowego, jednokierunkowego wagonu tramwajowego, wytwarzanego w latach 1955–1958 w zakładach Hansa Waggonbau w Bremie.
Wyprodukowano w sumie 28 wagonów o numerach 901–928 i tyle samo odpowiadających im doczep z numerami 1901–1928.

## Opis
Ten nietypowy tramwaj charakteryzuje się niestandardowym układem osi. Pierwszy człon opiera się na dwuosiowym wózku, natomiast drugi na jednoosiowym. Taka konstrukcja była jednak przyczyną powstawania hałasu w czasie przejazdu tramwaju; stąd też potoczna nazwa GT3 „Ackerwagen” (pol. przyczepa do traktora). Zdecydowano się na wybór takiej konstrukcji wagonu z dwóch powodów: po pierwsze, aby wykorzystać wózki przeznaczone dla niezmontowanych jeszcze tramwajów dwuosiowych, po drugie, aby zmniejszyć liczbę pracowników koniecznych do obsługi tramwajów. Skład złożony z wagonu silnikowego i doczepnego tego typu mógł przewieźć tylu pasażerów, ilu mieściło się w składzie zestawionym z trzech dwuosiowych wagonów: jednego silnikowego i dwóch doczep. Podstawową różnicą między składami w odniesieniu do obsługi konduktorskiej była konieczność zatrudnienia w składzie tramwajów GT3 nie trzech, ale już tylko dwóch konduktorów. Tramwaje GT3 wyposażono w dwupłatowe drzwi przesuwne: tylne drzwi służyły do wsiadania do wagonu (przy nich znajdowało się stanowisko konduktora), przednie do wysiadania. Ławki dla pasażerów oraz podłogę wykonano z drewna.

## Eksploatacja
Wagony kursowały do 1967 r. głównie na linii nr 4 (Arsterdamm – Horn). Ponadto obsługiwały linię nr 2 do czasu dostawy nowych tramwajów GT4, w późniejszym czasie jeździły też na linii nr 3. Linię nr 4 w 1967 r. skrócono do Domshofu; od tamtej pory obsługiwano ją pojedynczymi wagonami GT3. Składy z doczepami eksploatowano w późniejszym czasie na liniach nr 3 i 5 lub też na liniach kursujących w godzinach szczytu. 29 kwietnia 1972 r. ostatnim tramwajem GT3 w regularnym ruchu liniowym był ten o numerze 850 (ex 922), obsługujący linię nr 4 do Horn. Wraz z zawieszeniem wspomnianej linii zakończyła się planowa eksploatacja tramwajów GT3. Tramwaje GT3 kursowały jeszcze niekiedy jako wspomagające w godzinach szczytu. Szybko jednak zostały wycofane, gdyż do każdego składu trzeba było przydzielać po dwóch konduktorów. Ostatnie tramwaje GT3 zakończyły kursowanie na początku 1977 r.

## Wagony historyczne
Tramwaj silnikowy o numerze 917 jest ostatnim zachowanym tramwajem GT3. Około roku 1970 zdemontowano miejsce dla konduktora i zainstalowano przy ostatnich drzwiach przyciski otwierania drzwi dla pasażerów. Od 1977 r. do 1980 r. funkcjonował jako wagon imprezowy. Następnie został odstawiony w Sebaldsbrück jako niesprawny i niszczał na wolnym powietrzu. W 2001 r. przeszedł prace renowacyjne, w trakcie których przywrócono mu pierwotny wygląd z lat 50. XX wieku. Gruntownie odnowiono nadwozie, wnętrze, podwozie z wózkami, silniki oraz obwody elektryczne. Ponieważ brakowało dokumentacji technicznej, niektóre elementy, jak np. stanowisko konduktora, zrekonstruowano na podstawie zdjęć. Od 2002 r. GT3 nr 917 jest sprawnym wagonem muzealnym.